# 勒迈尼勒 (索姆省)
勒迈尼勒（法語：Remaisnil，法語發音：[ʁəmɛnil]）是法国上法蘭西大區索姆省的一个市镇，属于亚眠区。

## 地理
勒迈尼勒（50°12'1"N, 2°14'43"E）面积2.92 平方千米，位于法国上法蘭西大區索姆省，该省份为法国北部沿海省份，北起加来海峡省和北部省，西接滨海塞纳省和大西洋英吉利海峡，南至瓦兹省，东临埃纳省。
与勒迈尼勒接壤的市镇（或旧市镇、城区）包括：博尼耶尔、巴利、欧蒂河畔弗罗昂、梅兹罗勒。
勒迈尼勒的时区为UTC+01:00、UTC+02:00（夏令时）。

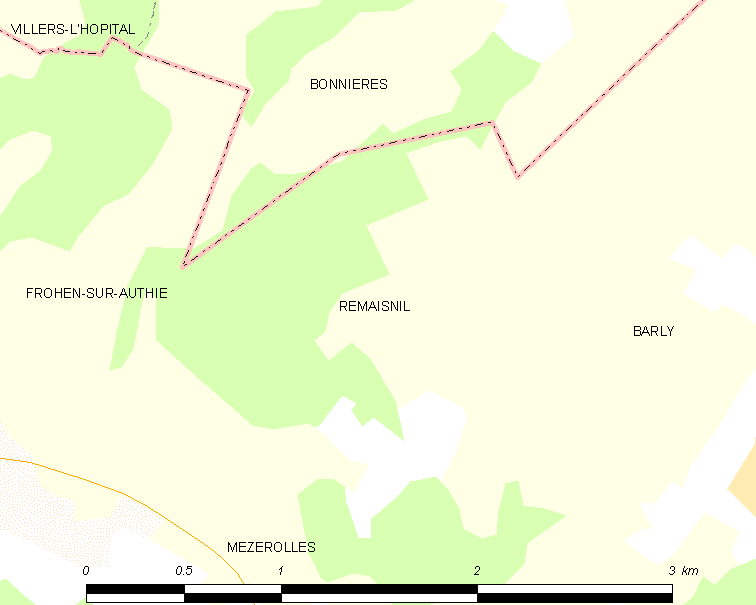
勒迈尼勒的OSM定位图

## 行政
勒迈尼勒的邮政编码为80600，INSEE市镇编码为80666。

## 政治
勒迈尼勒所属的省级选区为杜朗县。

## 人口

1962-2008年间勒迈尼勒人口变化图示

勒迈尼勒于2022年1月1日时的人口数量为30人。